# Стара Нітра
Стара Нітра (словац. Stará Nitra) — річка в Словаччині; старе русло Нітри між містами Нове-Замки і Комарно; притока Вагу довжиною 21.5 км. Площа водозбору 207,75 км². Протікає в округах Нове Замки і Комарно.
Витікає як сполучний канал зі старого русла Нітри. Впадає Ландорський канал. Протікає територією  міст Нове Замки; Комарно; сіл Несвади; Імель  і Мартовце.
Впадає у Ваг на висоті 107 метрів.